# Pleurothallis chavezii
Pleurothallis chavezii är en orkidéart som beskrevs av Carlyle August Luer. Pleurothallis chavezii ingår i släktet Pleurothallis och familjen orkidéer.
Artens utbredningsområde är Costa Rica. Inga underarter finns listade i Catalogue of Life.